# Schwertförmige Scheidenmuschel

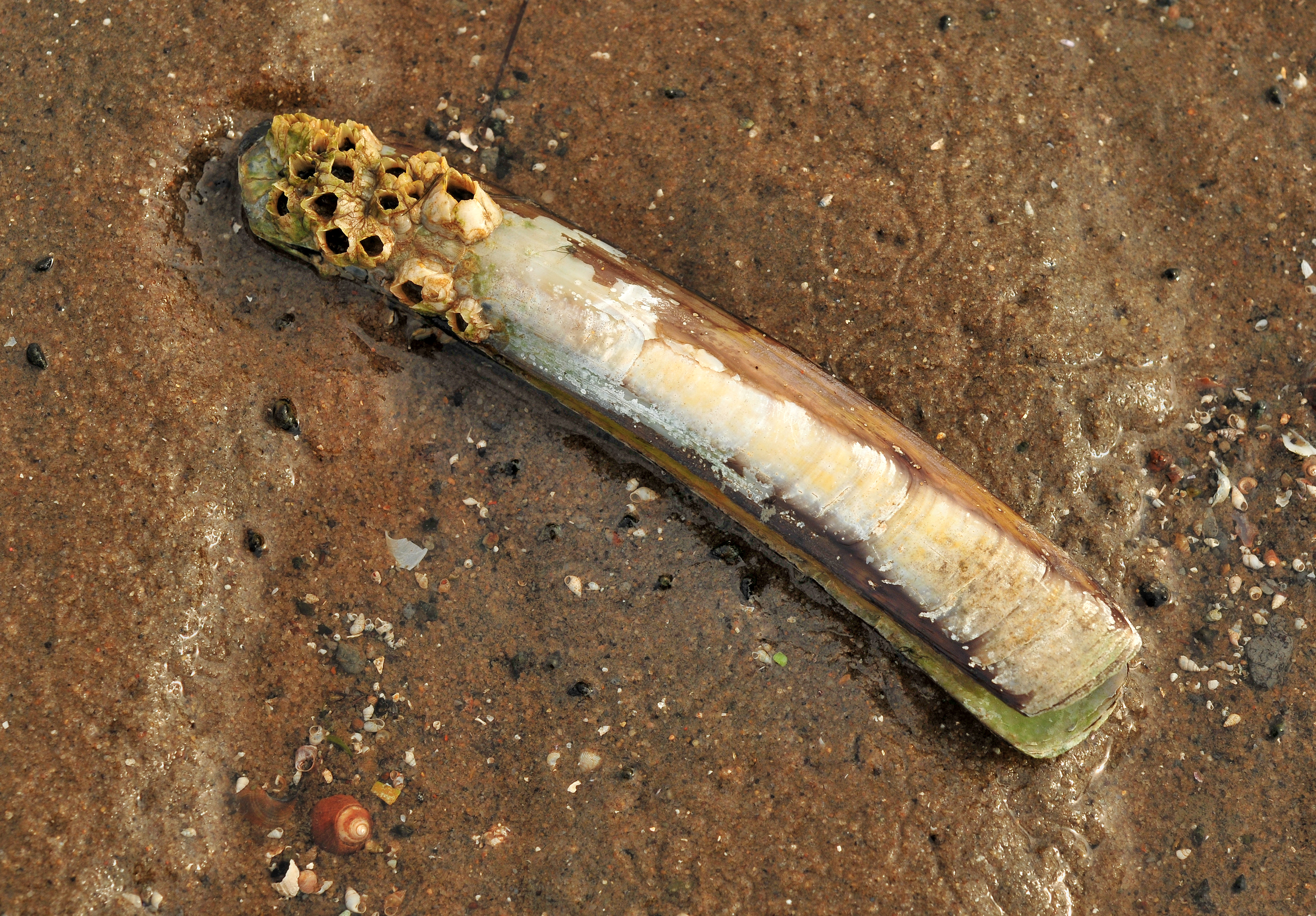
Schwertförmige Scheidenmuschel mit zahlreichen Gekerbten Seepocken (Balanus crenatus)

Die Schwertförmige Scheidenmuschel (Ensis ensis), auch Schwertförmige Messerscheide, Gebogene Schwertmuschel (oder unspezifisch auch nur Schwertmuschel) genannt, ist eine Muschelart aus der Familie der Pharidae, die im Atlantik und seinen Nebenmeeren weit verbreitet ist.

## Merkmale
Die Schwertförmige Scheidenmuschel besitzt ein sehr langes, schmales, gleichklappiges Gehäuse, es wird bis 13 cm lang und etwa 1,3 cm hoch. Das Längen-/Breitenverhältnis ist etwa 8 bis 9. Das Gehäuse ist immer auch mehr oder weniger deutlich gebogen. Der Dorsal- und Ventralrand verlaufen fast parallel. Das Vorderende ist gerundet, das Hinterende schräg abgestutzt. Die Wirbel liegen nahe dem Vorderrand. Vorder- und Hinterende klaffen ständig, bedingt durch den Austritt des muskulösen Fußes am Vorderende und die kurzen Siphonen am Hinterende.
Das Ligament liegt außen als ein langes, schmales braunes Band hinter den Wirbeln. Das Schloss besitzt in der rechten Klappe einen kurzen, hakenförmigen Kardinalzahn und einen horizontalen, länglichen Kardinalzahn; in der linken Klappe sind zwei Kardinalzähne und zwei hintere, waagrecht verlaufende, längliche Kardinalzähne, die übereinander sitzen, vorhanden. Der vordere Schließmuskel ist groß und lang ausgezogen, der hintere Schließmuskel klein und nahe dem Mantelrand. Dieser bildet am Hinterende einen tiefen und breiten Sinus.
Die Schale ist dünnwandig und spröde. Die Außenseite des Gehäuses weist nur randparallele Anwachslinien auf. Farblich ist das Gehäuse diagonal vom Wirbel (vorne) zum Unterrand des Hinterendes unterteilt. Das obere Diagonalfeld ist weißlich, das untere Diagonalfeld bräunlich gefärbt. Das Periostracum ist grünlichgelb bis dunkelgrün gefärbt und glänzt. Der Innenrand des Gehäuses ist glatt. Die Innenseite ist weißlich, oft blau oder violett getönt.
Rechte und linke Klappe des gleichen Tieres:

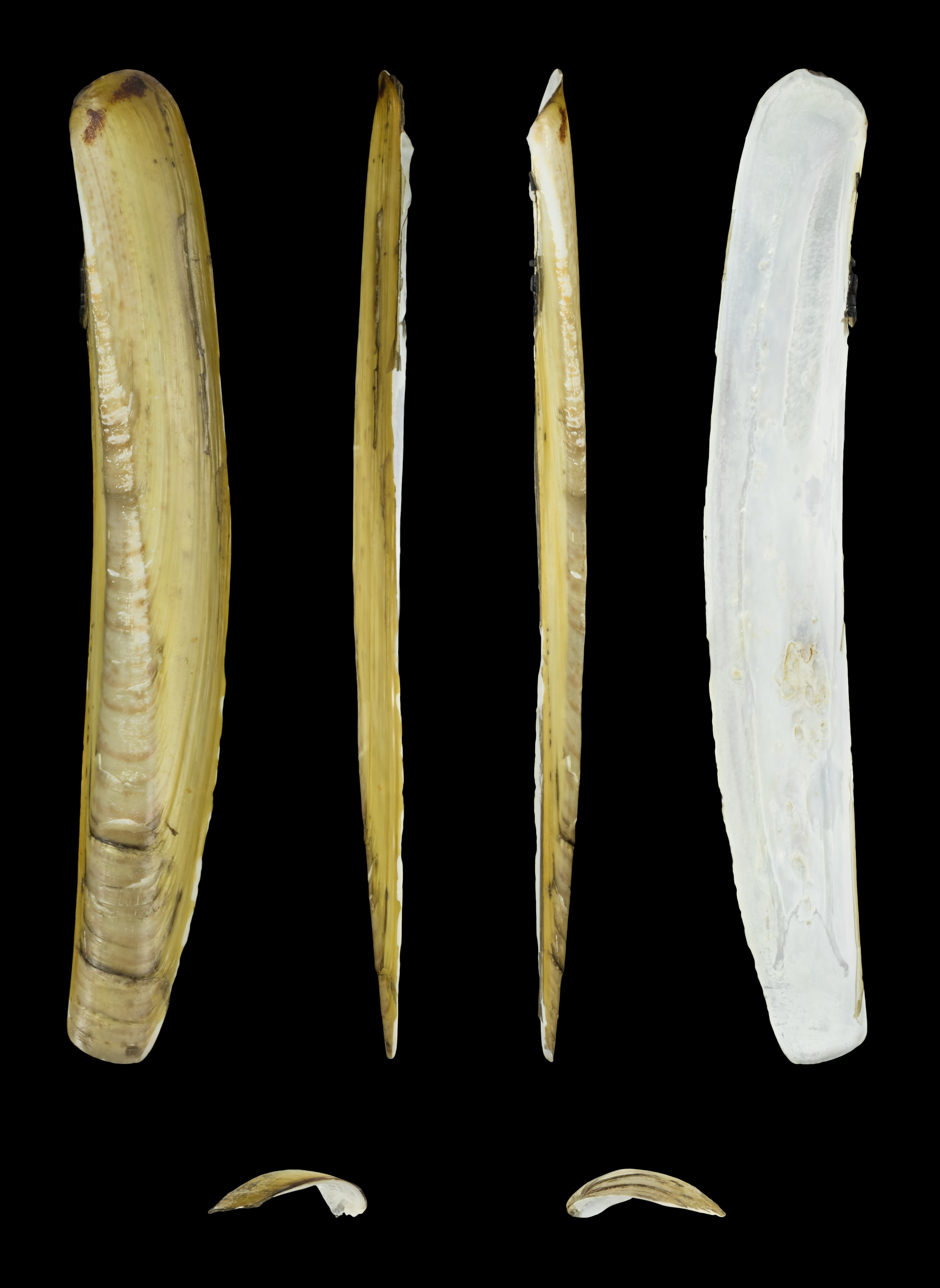
Rechte Klappe
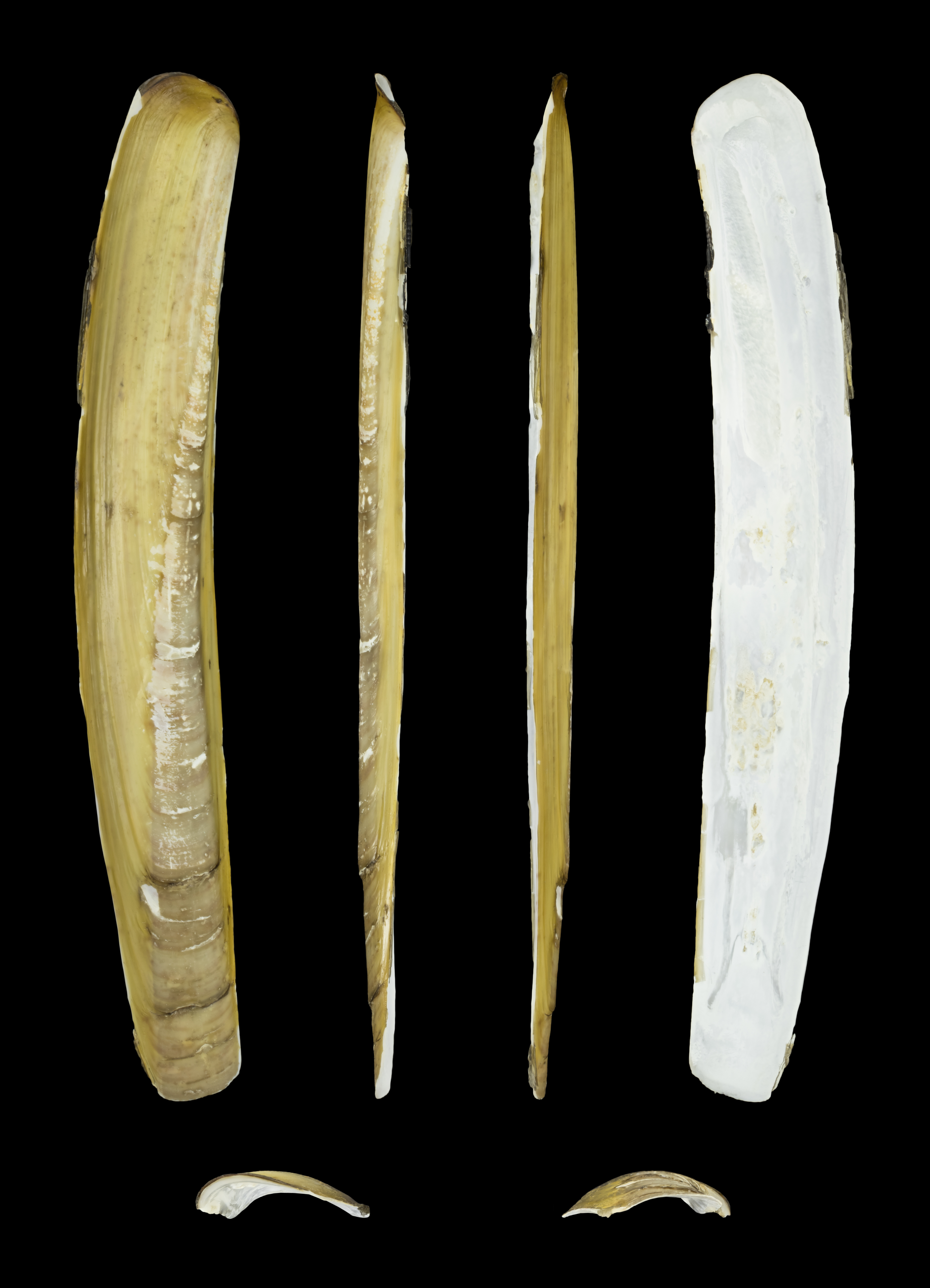
Linke Klappe

### Ähnliche Arten
Alle Arten der Gattung Ensis (z. B. Amerikanische Scheidenmuschel) sind sich sehr ähnlich und unterscheiden sich nur wenig durch Färbung, Größe und Maßverhältnisse des Gehäuses.

## Geographische Verbreitung, Lebensraum und Lebensweise
Die Art kommt in den Küstengewässern des Nordatlantik von Norwegen bis nach Marokko vor. Die Art ist auch in der Nordsee und der westlichen Ostsee weit verbreitet, ebenso im Mittelmeer.
Die Tiere leben senkrecht eingegraben im lockeren, sandig-schluffigen Sediment mit dem Vorderende nach unten. Das Tier verankert sich im Sediment mit seinem muskulösen Fuß und kann sich bei Störung rasch zurückziehen. Die Art lebt in Wassertiefen von der Gezeitenzone bis in etwa 80 Meter.
Die Tiere sind getrenntgeschlechtlich. Die Eier werden ins freie Wasser abgegeben, und dort befruchtet. Die Entwicklung erfolgt über eine Veliger-Larve, die ungefähr einen Monat im Plankton lebt, bevor sie metamorphosiert und zum Bodenleben übergeht. Sie können bis zu 10 Jahre alt werden und sind nach 3 Jahren geschlechtsreif.

## Taxonomie
Die Art wurde schon von Carl von Linné erstmals als Solen ensis beschrieben. Die Art wird heute allgemein anerkannt zur Gattung Ensis Schumacher, 1817 gestellt.

## Nutzung
Die Schwertförmige Scheidenmuschel ist essbar und wird gekocht als Nahrungsmittel genutzt. Das Fleisch ist kalorienarm und reich an Omega-3-Fettsäuren. In der Feinschmeckerszene werden die Muscheln navajas oder navallas genannt.

## Belege

### Online
- Marine Bivalve Shells of the British Isles: Ensis ensis (Linnaeus, 1758) (Website des National Museum Wales, Department of Natural Sciences, Cardiff)
- Marine Species Identification Portal: Ensis ensis (Linné, 1758)

## Anmerkung
1. ↑  Die Benennung der waagrechten Zähne ist in der Literatur nicht einheitlich. Sie werden in manchen Publikationen als Haupt-/Kardinalzähne bezeichnet, in anderen Arbeiten als Seiten-/Lateralzähne.